# Oberamt (Hohenzollern)

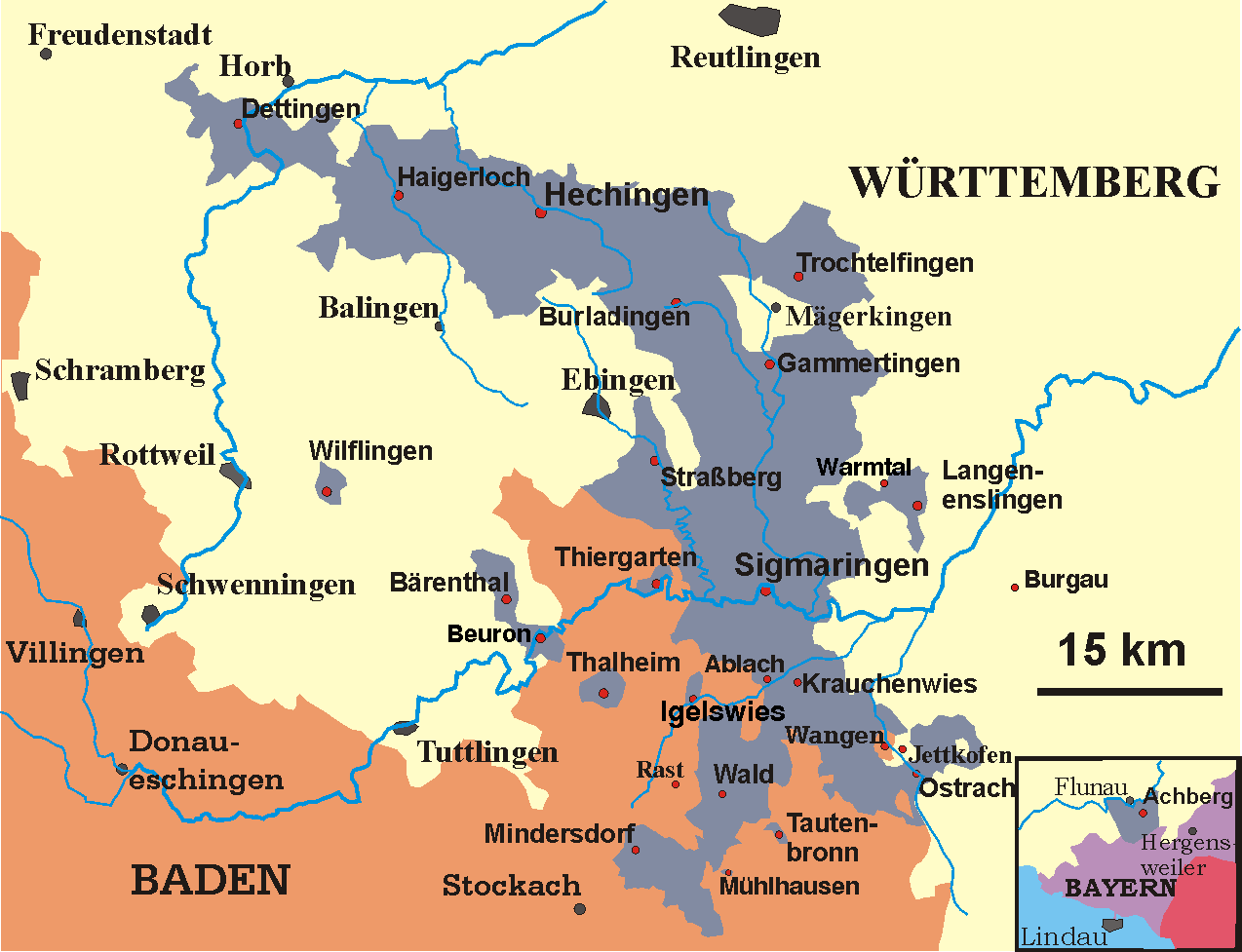
Die Hohenzollerischen Lande

Die Hohenzollerischen Oberämter beziehungsweise Obervogteiämter waren Verwaltungsbezirke im Süden des heutigen Bundeslandes Baden-Württemberg. Die Oberämter gehörten von 1806 bis 1850 zu den Fürstentümern Hohenzollern-Sigmaringen und Hohenzollern-Hechingen, anschließend als Behörden der Hohenzollernschen Lande zu Preußen.

## Organisation und Aufbau der Oberämter
Die Oberämter waren Bindeglieder zwischen Kommunen beziehungsweise der Bevölkerung und den oberen Regierungsorganen. Die Ämter besaßen in der ersten Hälfte des 19. Jahrhunderts einen weit gespannten Aufgabenbereich. Nur bedingt sind sie vergleichbar mit den heutigen Landratsämtern und Landkreisen. Die Bezirke dieser Oberämter wechselten rasch. Zunächst waren es häufig sehr kleine Einheiten, die in einigen Fällen nur drei oder sechs Ortschaften umfassten. Im Zuge von Gebietsreformen wurden diese kleinen Einheiten zur Straffung der Verwaltung stufenweise zu größeren zusammengebunden.
Verwaltung und Rechtsprechung waren zu Beginn des 19. Jahrhunderts nicht getrennt, eine Aufgabenaufteilung zwischen Hofgericht, Regierung, Amt, Städten und Landgemeinden bildete sich nach 1806 erst allmählich heraus.

## Personal der Oberämter
Das Personal der Oberämter, einschließlich des Amtsvorstandes, wurde vom Fürsten beziehungsweise dem Standesherrn eingesetzt. Als Beispiel sei das Oberamt Wald genannt, dessen Personal 1844 aus dem Oberamtmann, dem Aktuar, dem Diurnisten und dem Amtsdiener, der zugleich die Funktion des Gefängniswärters innehatte, bestand.

## Oberämter

### Hohenzollern-Sigmaringen

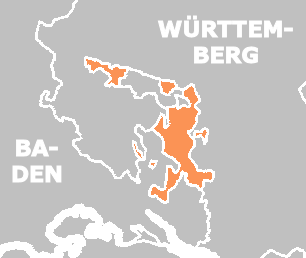
Hohenzollern-Sigmaringen

Der Reichsdeputationshauptschluss von 1803 und die Aufnahme in den Rheinbund 1806 brachten Hohenzollern-Sigmaringen die Souveränität und einen beträchtlichen Gebietsgewinn. Neben den Deutschordensherrschaften Achberg und Hohenfels erlangte das Fürstentum auch die Herrschaft über die Klöster Habsthal, Beuron, Inzigkofen und Wald.
Trotz dieser Veränderungen blieben die inneren kleinräumigen Strukturen des Fürstentums zunächst erhalten. Fortan gab es die Oberämter beziehungsweise Obervogteiämter Achberg, Beuron, Gammertingen, Hettingen, Hohenfels, Jungnau, Ostrach, Sigmaringen, Straßberg, Trochtelfingen und Wald. Erst ab 1814 begann sich diese kleinräumliche Gliederung in größere Einheiten aufzulösen. Außerdem gehörten noch die beiden Oberämter des „Unterlandes“ dazu. Dies waren das Oberamt Haigerloch – aus dem seit 1767 zu Hohenzollern-Sigmaringen gehörenden Hohenzollern-Haigerloch hervorgegangen – und das Oberamt Glatt.

### Hohenzollern-Hechingen

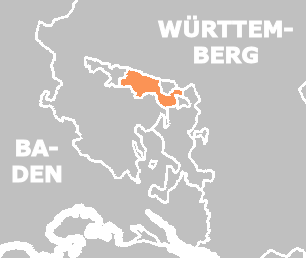
Hohenzollern-Hechingen

Das Fürstentum Hohenzollern-Hechingen bestand allein aus dem Oberamt Hechingen.

### Hohenzollerische Lande
Die nach den Reformen zehn übrig gebliebenen Oberämter Achberg, Gammertingen, Glatt, Haigerloch, Hechingen, Ostrach, Sigmaringen, Straßberg, Trochtelfingen und Wald blieben auch nach dem Übergang an Preußen 1850 erhalten und wurden erst später zusammengefasst.
Das Oberamt Glatt wurde 1854 mit dem Oberamt Haigerloch vereinigt, Straßberg kam gleichzeitig an Gammertingen und Achberg an Sigmaringen. 1861 fiel Trochtelfingen an Gammertingen und Wald an Sigmaringen, 1862 Ostrach ebenfalls an Sigmaringen. Die Amts- und Landesordnung von 1873 verfügte schließlich die Bildung der vier Oberämter Sigmaringen, Gammertingen, Hechingen und Haigerloch.
Zuletzt bestanden also noch vier Oberämter, aus den Oberämtern Hechingen und Haigerloch wurde 1925 der Kreis Hechingen (dabei wurden auch drei Gemeinden des ehemals zu Hohenzollern-Sigmaringen gehörenden Oberamtes Gammertingen eingegliedert), aus dem Oberämtern Gammertingen und Sigmaringen der Kreis Sigmaringen.